# 1945年中国
| 中国历史 / 中国历史年表                                                                                                   |
| 世紀： 19世纪中国 / 20世纪中国 / 21世纪中国                                                                               |
| 年代： 1910年代中国 / 1920年代中国 / 1930年代中国 / 1940年代中国 / 1950年代中国大陆 / 1960年代中国大陆 / 1970年代中国大陆 |
| 年份： 1941年中国 / 1942年中国 / 1943年中国 / 1944年中国 / 1945年中国 / 1946年中国 / 1947年中国 / 1948年中国 / 1949年中国 |
| 纪年： 乙酉年（鸡年）、中华民国34年                                                                                       |

## 大事記
- 蔣介石擴建豐鎬房，隔壁賣千層餅的周順房主人卻不願意騰出自己家的地盤[1]。由於周順房主人是蔣介石當年的父執輩，蔣介石得知後也無可奈何，只好苦笑著說：“遷不遷，由他去罷！”[2]

### 1月
- 1月1日——國民政府明令頒授鄭洞國、霍揆彰、蕭毅肅、周福成、何紹周、王凌雲、孫立人、廖耀湘以青天白日勳章，頒授衛立煌以一等寶鼎勳章，頒授巴梯斯達以特種大綬卿雲勳章，頒授薩拉里架以特種大綬景星勳章；中國國民黨青年遠征軍編練總監羅卓英對記者談話稱：「此次蔣委員長號召知識青年從軍運動，預定發動十萬青年，分兩批征集。現時僅兩月，而全國從軍青年已超過十二萬人」[3]:7626。
- 1月11日——國民政府軍事委員會設立委員長行轅江西贛州，經辦第三戰區、第七戰區、第九戰區軍需補給事宜[3]:7633。
- 1月12日——第十戰區司令長官部在安徽立煌成立，李品仙、王懋功等就任長官、副長官職[3]:7634。
- 1月18日——國民政府特任吳鼎昌為國民政府文官長，原任魏懷免職[3]:7637。

### 2月
- 2月1日——中國戰區中國陸軍總司令部後方勤務司令部在昆明成立，受總司令部之指揮，並與美軍供應處聯繫[3]:7651。
- 2月3日——蔣介石任命龍雲兼中國戰區中國陸軍副總司令[3]:7652。
- 2月7日——國民政府任命陳繼承為第六戰區副司令長官[3]:7656。
- 2月8日——日軍會師於江西新城，覆滅中國贛南空軍基地及打通粵漢鐵路[3]:7657。
- 2月10日——國民政府特派李宗仁為軍事委員會漢中行營主任；特派王纘緒為重慶衛戍總司令，原任劉峙調任第五戰區司令長官[3]:7658。

### 3月
- 3月1日——蔣介石派彭位仁為青年軍編練總監部副監，戴之奇為青年軍第二〇一師師長[3]:7672。
- 3月2日——中國陸軍總司令部奉令裁撤遠征軍司令長官部、第四戰區司令長官部、黔桂湘邊區總司令部、滇越邊區總司令部，與第一、第九、第十一、第十六、第二十、第二十四、第三十五等集團軍番號及第一集團軍副總司令部，任命衛立煌為中國陸軍副總司令，盧漢、張發奎、湯恩伯、王耀武為第一、第二、第三、第四方面軍司令官；蔣介石令調俞濟時為第三十六集團軍總司令[3]:7673。
- 3月4日——是日為童子軍節[3]:7675。
- 3月8日——中國駐印軍克復臘戍[3]:7676。
- 3月9日——青年遠征軍政治部主任蔣經國，由青年軍第二〇一師師長戴之奇陪同，抵四川銅梁視察青年軍，對訓練情形頗表滿意[3]:7678。
- 3月21日——豫西鄂北會戰開始[3]:7685。
- 3月30日——緬北滇西作戰結束[3]:7689。

### 4月
- 4月1日——蔣介石任蔣經國為青年遠征軍編練總監部政治部主任，胡軌為副主任[3]:7692。
- 4月9日——湘西會戰開始[3]:7698。

### 5月
- 5月1日——日軍攻陷衡陽[3]:7711。
- 5月12日——湘西會戰，國軍獲勝[3]:7718。
- 5月27日——國軍收復南寧[3]:7725。
- 5月31日——豫西鄂北會戰結束[3]:7728。

### 6月
- 6月3日——蔣介石在重慶會見蘇駐華大使彼德羅夫，詳談東北問題，並明白表示中國之態度，「務須達成我抗日目的，即求得東北領土與行政之完整」，彼得羅夫表示不難友好解決，並希望行政院長宋子文盡快訪問蘇聯[3]:7730。
- 6月16日——軍事委員會任命孫蔚如、孫連仲、傅作義為第六戰區、第十一戰區、第十二戰區司令長官[3]:7738。
- 6月26日——國民政府任命吳奇偉為湖南省政府主席，原任薛岳免職；任命孫連仲兼任河北省政府主席，原任馬法五免職[3]:7746。
- 6月30日——國軍克復柳州[3]:7748。

### 7月
- 7月5日——黃炎培在延安同毛澤東談歷史周期率問題，據黃炎培7月5日日記記載：「毛澤東答：我們已經找到新路，我們能跳出這周期率。這條新路，就是民主。只有讓人民來監督政府，政府才不敢松懈。只有人人來負責，才不會人亡政息。」[3]:7753。
- 7月8日——蔣介石核准軍事委員會設置戰地政務委員會[3]:7758。
- 7月23日——國民政府授予方先覺青天白日勳章，以表彰其保衛衡陽血戰之攻[3]:7767。
- 7月25日——國民政府特任俞鴻鈞兼中央銀行總裁，原任孔祥熙免職，宋子文兼領四聯總處副主席，原任孔祥熙免職[3]:7767。
- 7月26日——中、美、英三國發表《波茨坦公告》，決定予以日本「最後之打擊」[4]。
- 7月28日——國軍克復桂林[3]:7769。
- 7月30日——國民政府特任張厲生為內政部長，王世杰為外交部長，陳誠為軍政部長，俞鴻鈞為財政部長，翁文灝為經濟部長，朱家驊為教育部長，俞飛鵬為交通部長，谷正綱為社會部長兼農林部長，徐堪為糧食部長，謝冠生為司法行政部長，鹿鍾麟為兵役部長[3]:7769-7770。

### 8月
- 8月1日——新任外交部長王世杰到部視事[3]:7772。
- 8月5日——中國陸軍總司令部由昆明遷駐柳州，另於南寧設置指揮所[3]:7775。
- 8月10日——最高統帥部立即電令全國各部隊，聽候命令，根據盟邦協議，執行受降之一切決定，對第十八集團軍之軍令曰：「所有該集團所屬部隊，應就原地駐防往命，其在各戰作戰地境之部隊，並應接受各戰區司令長官之管轄，勿再擅自移動。」[5]:147下午7時，日本投降消息傳出，重慶百萬市民擁到街頭歡呼跳躍[3]:7779。毛澤東通告所屬：「蘇聯參戰，日本投降，內戰迫近，……準備對付內戰。」[6]:1
- 8月11日——朱德以「延安總部」名義，連續發佈7道命令，指示各地方軍全面行動[5]:147。毛澤東為中共中央寫下《關於日本投降後我黨任務的決定》：「蘇聯參戰後，日本已宣佈投降。國民黨積極準備向我解放區收復失地，奪取抗日勝利的果實。這一爭奪戰，將是極猛烈的。……在此情況下，我黨任務分為兩階段：甲、目前階段，應集中主要力量迫使敵偽向我投降，不投降者，按具體情況發動進攻，逐一消滅之，猛力擴大解放區，佔領一切可能與必須佔領的大小城市與交通要道，奪取武器與資源，並放手武裝基本群眾，不應稍存猶豫。……乙、將來階段，國民黨可能向我大舉進攻，我黨應準備調動兵力，對付內戰，其數量與規模，依情況決定。」[7]:1-2
- 8月13日——毛澤東稱：「按照蔣介石的方針，是要打內戰的」，因此：「我們的方針是針鋒相對」[6]:4-5。
- 8月14日——朱德、彭德懷致電最高統帥部，公開拒絕8月10日之命令[5]:147。蔣介石為便於解決與中共歧見，電請毛澤東前往重慶[8]:721。毛澤東斥之為「完全欺騙」[9]:524。
- 8月15日——同盟國經由瑞士政府之通知，獲悉日本天皇裕仁已頒敕令接受《波茨坦公告》之各項規定宣布無條件投降，於是中國、美國、英國、蘇聯首都同時正式宣布日本正式無條件投降，同日日本天皇裕仁廣播《停戰詔書》向全世界宣布無條件投降；蔣介石在重慶中央廣播電台發表《對日抗戰勝利告全國軍民及世界人士書》，指出「正義必然戰勝強權」的真理，終於得到它最後的證明，這亦就是表示我們國民革命歷史使命的成功，要求人民「不念舊惡」及「與人為善」，只認日本黷武的軍閥為敵，不以日本人民為敵[3]:7785-7786。朱德自稱中國解放區抗日軍總司令」，致電岡村寧次，飭其命令所屬日軍向中共投降，被日方所拒絕[5]:147。
- 8月16日——毛澤東覆蔣介石，俟對朱德要求表示意見後，再考慮相會問題[8]:721。斯大林以蘇共中央名義給毛澤東一通電報，要他與蔣合作，毛澤東則大發雷霆，說莫斯科為什麼不許他革命[9]:524。
- 8月18日——「满洲國」在通化大栗子沟召開「重臣會議」，「滿洲國」皇帝溥仪宣讀「退位詔書」，至此「满洲国」政府垮台[3]:7792。
- 8月19日——中、美、英、蘇盟國代表在馬尼拉接受日本降使副總參謀長河邊虎四郎（日语：河辺虎四郎）簽定初步投降書，中國代表徐永昌等參與此項接受日使初步投降儀式[3]:7792。
- 8月20日——中國陸軍總司令何應欽由重慶赴芷江，即在芷江成立前方司令部，接受日軍投降；中共中央決定撤銷中共北方局，成立中共晉冀魯豫中央局，鄧小平任書記、薄一波任副書記，同時成立晉冀魯豫軍區，任劉伯承為司令員、鄧小平為政治委員[3]:7793。蔣介石再電敦促毛澤東前往重慶，說明朱德要求不能接受[8]:721。
- 8月21日——日軍今井武夫一行八人飛抵芷江，即由中國陸軍總部參謀長蕭毅肅召晤，並代表中國陸軍總司令何應欽上將面交中國陸軍總司令部《中字第一號備忘錄》，指示日軍投降應行準備之事項[3]:7794。
- 8月22日——蔣介石以中國戰區最高統帥身份電麥克阿瑟，授予英軍司令官接受香港日軍投降之權限[3]:7795。
- 8月23日——蔣介石三次去電敦促毛澤東前往重慶[8]:721。
- 8月24日——國民政府隆重舉行《聯合國憲章批准書》簽署典禮，蔣介石親莅簽署批准書，王世杰副署；毛澤東電覆蔣介石稱：「鄙人極願與先生會見，商討和平建國大計。俟飛機到，恩來同志立即赴渝進謁，弟亦準備隨時即赴渝。晤教有期，特此奉覆。」[3]:7797毛澤東指示軍事部屬：「你們回到前方去，放手打就是了」[6]:13。
- 8月25日——中共中央委員會發表《對目前時局的宣言》，要求國民政府承認解放民選政府及抗日軍隊，制定八路軍、新四軍及華南抗日縱隊接受日軍投降地區，公平合理整編軍隊，承認各黨派合法地位，召開各黨派代表會議，成立民主聯合政府[8]:721。經過再次研究，反復權衡利弊，毛澤東始決定應蔣介石之邀[6]:13。
- 8月26日——中共中央政治局會議決定：充分估計到蔣介石逼城下之盟的可能，但簽字之手在我；必須作出一定的讓步，在不傷害雙方根本利益條件下，才能得到妥協；讓步的第一批是廣東至河南，第二批是江南，第三批是江北，隴海路以北迄外蒙，一定要由中共佔優勢；東北行政大員由國民黨派，中共去幹部；如果這些還不行，那末城下就不盟，準備坐班房[6]:14。
- 8月28日——毛泽东應蔣介石邀請，同赫爾利、張治中以及周恩來、王若飛等同機飛重庆[3]:7802。
- 8月29日——上午，毛澤東、周恩來、王若飛與國民政府代表張治中會談，下午毛、周、王與蔣介石會談，晚間又和張治中、王世杰、張群、邵力子作長時間談話[3]:7803。重慶談判開始，毛澤東就和平建國等問題直接同蔣介石進行多次商談；蔣介石只想作一些開放民主的空頭許諾，而要堅持所謂「統一政令軍令」，即取消解放區和人民軍隊的存在[10]:211。國民政府任命陳儀為台灣省行政長官；中國陸軍總部奉蔣介石之命，將原屬中國方面受降之香港及九龍日軍投降改由英國接收，並授權英國海軍少將哈考脫全權受降，另派羅卓英中將為中國代表、威廉遜上校為美國代表參加香港受降[3]:7803。中共中央即指示晉察冀和山東方面之負責人，迅速派遣幹部和部隊到東三省，以控制廣大鄉村及中小城市，建立地方政權及地方部隊[11]:185。
- 8月30日——毛澤東遂提出「擁護蔣先生，承認蔣先生在全國的領導地位」[6]:18。

### 9月
- 日本投降後，美軍停止軍事活動，但《租借法案》持續施予中國，使其完成對在華日軍的監管活動，在華美軍司令魏德邁命令將美軍價值4500萬美元倉儲物交予中國。
- 9月1日——國民政府特派李宗仁為軍事委員會委員長北平行營主任，熊式輝為軍事委員會委員長東北行營主任[3]:7809。
- 9月5日——宋美齡自美國返中國抵達重慶[3]:7817。
- 9月8日——國民政府在南京設立黨政接收計劃委員會，統一主辦對敵偽黨政及物資接收事宜[3]:7820。何應欽由芷江飛南京受降[5]:146。
- 9月9日——上午9時，中國戰區日軍投降簽字儀式在南京中央陸軍軍官學校大禮堂舉行，中外代表千餘人出席，何應欽主持[3]:7821。何應欽代表最高統帥主持中國戰區日本投降簽字典禮[5]:146。

- 9月10日——何應欽召見岡村寧次，指示處理日軍投降事宜，岡村寧次表示：自簽訂降後，「就脫離日本政府之節制，完全聽從何總司令之命令」[3]:7823。
- 9月12日——蔣介石在重慶官邸約毛澤東、周恩來共進午餐，張群、張厲生、邵力子作陪；何應欽令岡村寧次取消中國派遣軍總司令之名義，改稱中國戰區日本官兵善後總聯絡部長官；中國陸軍總司令部命令，自是日起偽鈔一律停用，沿用法幣，並規定偽幣與法幣之兌換率為200：1[3]:7825-7826。
- 9月13日——蔣介石召派張治中赴新疆處理「伊寧事變」，是日張治中由重慶飛抵迪化[3]:7826。中共中央通知其各地黨委說：「⑴我們與國民黨初步交換意見的談判，已告一段落，國黨毫無誠意，雙方意見相距甚遠，談判將拖延一時。⑵蔣對具體問題表示：政府法統不容紊亂，軍令政令必須統一，國大要速開，舊代表有效，但可增加名額，容納各方，容納各黨派參加政府。⑶關於兩黨關係的重要問題：對軍隊只允編十二個師，需完全服從命令，按指定地區集中。對解放區民主政府，則表示含糊。」[12]:276[6]:23
- 9月14日——中國各戰區、方面軍自是日起開始解決除日軍武裝，至次年2月13日止繳械基本結束，總計俘虜日軍128.3206萬人；張治中在迪化會見蘇聯駐迪化代總領事葉謝也夫，徵詢對「伊寧事變」意見[3]:7827。
- 9月16日——張治中晉謁蔣介石，報告解決新疆伊寧事變之途徑，建議請蘇聯政府調解伊寧事變[3]:7830。
- 9月17日——國民政府任命商震為國民政府參軍長[3]:7832。中共中央遂即提出「東北為我勢必所爭，熱、察兩省必須完全控制」，確定「向北推進，向南防禦」之戰略方針[13]:278-279。
- 9月20日——國民政府外交部向蔣介石請示後答覆蘇聯駐華大使彼得羅夫，對蘇聯政府願意協助伊寧事變表示感謝，並請蘇駐伊領事代為通知與介紹伊寧領事代為通知與介伊寧事代表到迪化晉謁張治中，商洽進行和平解決辦法[3]:7835-7836。
- 9月22日——毛澤東會見中國青年黨領導人蔣勻田，說：商談近20日，時間白費，我們觸及到兩個問題，軍隊分配比例問題，我們管理地區自治問題，沒有一個問題得到協議，「可說商談已經失敗了。」[3]:7837
- 9月26日——宋美齡受任為中央婦女運動委員會主任[3]:7840。

### 10月
- 10月1日——中國空軍第一路軍司令張廷孟奉蔣介石之命，攜國旗一面單機飛赴台北，與駐台日軍第十方面軍司令安藤利吉交涉，要求降下台北「日本台灣總督府」上之日本國旗，升起中國國旗，日軍同意，張廷孟親手升起中華民國國旗；國民政府軍事委員會委員長侍從室結束，所有業務分別移交國民政府文官、參軍兩處接辦，參軍處增設軍務局，文官處增設政務局，辦理侍從室第一、第二兩處工作[3]:7845。10月，中華民國國民政府奉麥帥下達之命令接受在台日軍的投降並接管台灣[14][15]。
- 10月2日——蔣介石下令龍雲着即免除本兼各職，特任龍雲為軍事參議院上將院長[3]:7846。
- 10月3日——國民政府明令白崇禧晉任為陸軍一級上將，張治中、張發奎均晉任為陸軍二級上將，胡宗南特加陸軍上將銜[3]:7847。
- 10月5日——台灣前進指揮所主任葛敬恩、副主任范誦堯率領接收人員80名由重慶飛抵台北，即次日成立台灣前進指揮所[3]:7848。
- 10月10日——《雙十協定》簽字；國民政令授予蔣介石及何應欽、吳敬恒、戴季陶、張伯苓、胡適等7,278人勝利勳章，方覺先、端木杰、劉膺古等1,822人忠勤勳章，肖勃、宋鍔、王可襄等12人雲麾勳章；日本女間諜川島芳子（前清肅親王善耆之女）在北平被捕[3]:7851-7854。
- 10月11日——毛澤東由王若飛和張治中陪同自重慶飛返延安，在重慶機場答記者說：「中國問題是可以樂觀的，困難是有的，不過困難都可以克服。」[3]:7854
- 10月12日——上黨戰役結束[3]:7857。
- 10月14日——何應欽赴徐州、鄭州視察，次日在鄭州召集軍政長官會議後，乘機經開封返回南京[3]:7858-7859。
- 10月16日——國民政府改組原「昆明防守司令部」，組成「東北保安司令官部」，首先調其所屬第十三軍、第五十二軍轉運東北[3]:7860。
- 10月18日——台灣行政長官公署及警備總司令部在台北開始辦公[3]:7864。
- 10月20日——外蒙古舉行外蒙古獨立公民投票，歷時3天日，將於10月22日完畢[3]:7868。
- 10月24日——台灣省行政長官兼台灣警備總司令陳儀，偕同行政長官公署交通處處長嚴家淦等，由上海飛抵台北履新[3]:7871。
- 10月25日——同盟國於台灣地區的受降儀式在台北公會堂舉行，陳儀為受降主官，日方投降代表為台灣總督兼第十方面軍司令官安藤利吉[3]:7872。駐台日軍在台北公會堂完成受降儀式[16]，隨後，陳儀發表廣播稱恢復對臺灣、澎湖列島之主權，台灣已經光復[17]。

蘇軍放棄營口:1469。
- 10月29日——蔣介石在重慶會見韓國臨時政府主席金九[3]:7877。
- 10月30日——國軍自秦皇島登陸[5]:149。

### 11月
- 根据中苏协议，国军进入东北接管，但受到苏联阻挠。辗转登陆后，在山海关遇到八路军阻击，东北爆发内战[18]。
- 11月1日——張群、王世杰、邵力子與周恩來、王若飛在重慶繼續談判避免衝突、恢復交通，政府代表將對中共10月30日所提四點提案之覆案交給中共代表；財政部派陳果夫為中國農民銀行董事長，原任孔祥熙免職[3]:7882。
- 11月4日——據中共中央之指示，進兵東北情況及計劃如下：「最先入東北之李運昌部，已由五千人擴充至八萬人，惟戰鬥力弱。正規軍入滿者約五萬人。在途中者尚有五萬人，十一月中旬可到，約計十萬人。為內線作戰之主力。另外約十一萬人將於十二月下半月可到熱河、遼寧、冀東地區，外線作戰。」[19]:401-402從1945年8月到11月底，中共中央先後調派中央政治局委員4人，中央委員和候補委員16人到東北工作，從各戰區調集主力部隊達11萬人，另外還從延安和各戰區抽調2萬多名幹部到東北，迅速擴大和整編20個師，並建立10個軍區[20]:181。
- 11月6日——中國軍隊在老撾解除日軍武裝完竣[3]:7889。國軍東出山海關[5]:149。
- 11月24日——馬林諾夫斯基正式向國民政府主席東北行轅經濟委員會主任委員張嘉璈提出要求，視東北工業設備為戰利品，並開列一154種企業，要求中俄共同管理[5]:150。
- 11月26日——美國駐華大使赫爾利辭職[5]:152。國軍進駐錦州[5]:149。
- 11月27日——美國總統杜魯門不瞭解中共之本質，任命對中國政情隔膜之馬歇爾為特使到中國，希望馬歇爾盡量利用美國之地位，促成國共之停戰[5]:152。
- 11月中旬——河北唐山的煤田和秦皇岛港口之间一条铁路主干线古冶村镇美军的四星将军佩克（Peck）与他同行的部队，一队海军陆战队卫队，受到一支共产党军队的袭击。海军陆战队的一个飞行中队被叫来增援，实施攻击的共军迅速溜走了[21]。

### 12月
- 12月1日——昆明發生「一二一慘案」[3]:7912。
- 12月4日——關於平漢路方面，中共中央軍委給劉伯承、鄧小平等指示是：「十一月中旬重慶軍事會議秘密決定沿平漢路北進，頑軍除原有各軍外，擬新增以下六個軍：計七十三軍（美械三個師）戌中旬駐湘潭。十軍（美械兩師）戌中旬駐常德、邵陽各駐一師。八十八軍（川軍）戌下旬尚在浙東。二十八軍（湘軍）戌下旬在天目山（皖南）。七十一軍（美械三個師）戌上旬在全州，近有改開東北訊，待證。新一軍（美械三師）戌中旬似在芷江。估計在十二月底能趕到新鄉者，只有七十三軍與一百軍。下次平漢路戰役，主力可能是該兩軍及原駐新鄉地區之八十五軍、三十二軍。根據各種情況判斷，平漢路更大戰役可能在十二月底及來年一月上旬。」[22]:461
- 12月7日——蔣介石決定派蔣經國前赴蘇聯訪問[3]:7917。
- 12月9日——馬林諾夫斯基與張嘉璈、蔣經國商定蘇軍撤退日期再展至明年2月1日[3]:7920。
- 12月13日——蔣介石在北平接見蔣經國、傅作義，聽取東北與綏遠局勢報告，並任命陳繼承為第十一戰區副司令長官；國軍進駐瀋陽[3]:7923。
- 12月14日——國軍空運抵長春[3]:7924。
- 12月16日——馬歇爾抵達北平[5]:152。
- 12月17日——馬歇爾謁見蔣介石，提議組織一小組委員會，商討停止衝突及其他有關事項[5]:152。
- 12月18日——蔣介石由北平飛抵南京[3]:7929。
- 12月20日——國民政府任命程潛為軍事委員會委員長武漢行營主任，余漢謀為衢州綏靖公署主任，顧祝同為徐州綏靖公署主任，劉峙為鄭州綏靖公署主任；美國總統特使馬歇爾到上海飛抵南京，蔣介石派何應欽赴上海迎接[3]:7931-7932。
- 12月21日——美國特使馬歇爾偕魏德邁由上海飛抵南京，蔣介石夫婦新往機場迎接[3]:7932。
- 12月25日——蔣介石應蘇聯政府要求，並經馬歇爾同意，派蔣經國為其私人代表，前往莫斯科交換中蘇合作之看法[3]:7936。
- 12月27日——國共恢復談判[3]:7937。
- 12月28日——行政院長宋子文在北平視察，並與行營主任李宗仁會晤，召集軍政首長滙報[3]:7938。
- 12月29日——广州湾易名为湛江市，郭壽華任首任市長[3]:7939。
- 12月31日——海軍總司令部奉令撤銷，該部業務由軍政部海軍處接管，原陳紹寬總司令專軍事委員會委員[3]:7941。